# Алешандрі Осевар
Алешандрі Осевар (порт. Alexandre Hocevar; нар. 19 лютого 1963) — колишній бразильський тенісист.
Найвищу одиночну позицію світового рейтингу — 169 місце досяг 12 лютого 1990, парну — 118 місце — 12 листопада 1984 року.

## Титули на челленджерах

### Парний розряд: (8)
| Ранг | Рік  | Турнір                         | Покриття | Партнер        | Суперники                     | Рахунок       |
| ---- | ---- | ------------------------------ | -------- | -------------- | ----------------------------- | ------------- |
| 1.   | 1984 | Гуаружа, Бразилія              | Ґрунт    | Маркос Хосевар | Альваро Фільйоль Хайме Фійоль | 6–7, 6–4, 6–4 |
| 2.   | 1984 | Куритиба, Бразилія             | Ґрунт    | Нелсон Аертс   | Іван Клей Фернандо Роезе      | 6–4, 2–6, 7–6 |
| 3.   | 1984 | Гельсінкі, Фінляндія           | Тверде   | Якоб Гласек    | Ронні Ботман Магнус Тідеман   | 7–6, 6–4      |
| 4.   | 1985 | Куритиба, Бразилія             | Ґрунт    | Нелсон Аертс   | Том Нейссен Йоган Векеманс    | 7–6, 6–4      |
| 5.   | 1988 | Іту, Бразилія                  | Тверде   | Маркос Хосевар | Іван Клей Фернандо Роезе      | 6–4, 6–7, 6–4 |
| 6.   | 1989 | Гоянія, Бразилія               | Ґрунт    | Маркос Хосевар | Отавіу Делла Кевін Лабберс    | 6–2, 6–2      |
| 7.   | 1991 | Americana, São Paulo, Бразилія | Тверде   | Маркос Хосевар | Жузе Даер Фернандо Роезе      | 7–6, 6–4      |
| 8.   | 1992 | Белу-Оризонті, Бразилія        | Ґрунт    | Нелсон Аертс   | Жоао Кунья е Сілва Сезар Кіст | 6–1, 6–7, 6–2 |

## Нотатки
- ↑  За даними Сайту ITF, його найвищим досягненням на Відкритому чемпіонаті Франції було третє коло 1983 року з Серхіо Касалем. Натомість, сайт ATP приписує це досягнення його братові Маркосу.